# Serhiy Arbuzov
Serhiy Hennadiyovych Arbuzov (tiếng Ukraina:Сергій Геннадійович Арбузов) là Thủ tướng Chính phủ tạm thời sau khi Mykola Azarov từ chức vào ngày 28 tháng 1 năm 2014. Đến ngày 27 tháng 2 năm 2014, Arbuzov bị sa thải và Arseniy Yatsenyuk được chỉ định làm Thủ tướng mới.